# Į
Į, į — літера розширеної латинської абетки, що використовується в литовській, крикській мові, навахо та кількох інших. Складається з літери i та огонека (хвостика).

## Литовська
У литовській мові літера į є чотирнадцятою за алфавітом. Призначена позначати назалізованний звук там, де раніше історично був дифтонг in: наприклад, лит. į mišką – in mišką, į vandenį – vandenin, grįsti – grinsti, įkalnė – inkalnė.